# Jong Song-ok
Jong Song-ok (née le 18 août 1974 à Haeju, Hwanghae du Sud) est une athlète nord-coréenne, spécialiste du marathon. 
Sacrée aux championne du monde d'athlétisme en 1999, elle est la seule athlète nord-coréenne de l'histoire, hommes et femmes confondus, à avoir remporté un titre mondial ou olympique.
À Atlanta, trois ans auparavant, elle termine 20e de la même épreuve.